# ألان ويب (لاعب كرة قدم)
ألان ويب (بالإنجليزية: Alan Webb)‏ (1 يناير 1963 في المملكة المتحدة - ) هو مدرب كرة قدم ولاعب كرة قدم بريطاني في مركز الظهير. لعب مع بورت فايل ووست بروميتش ألبيون ولينكولن سيتي أف سي.

## وصلات خارجية
- ألان ويب على موقع قاعدة بيانات كرة القدم.إي يو (الإنجليزية)